# Xenorhina bidens
Xenorhina bidens är en groddjursart som beskrevs av Van Kampen 1909. Xenorhina bidens ingår i släktet Xenorhina och familjen Microhylidae. IUCN kategoriserar arten globalt som livskraftig. Inga underarter finns listade i Catalogue of Life.

## Bildgalleri